# Lapua
Lapua [ˈlɑpuɑ] (schwedisch Lappo) ist eine Stadt in der Landschaft Südösterbotten im Westen Finnlands mit 14.099 Einwohnern (Stand 31. Dezember 2022) und einer Fläche von 750,81 Quadratkilometern, davon 13,75 Quadratkilometer Binnengewässerfläche.

## Geographie
Lapua liegt am Zusammenfluss der Flüsse Lapuanjoki und Nurmonjoki.

## Geschichte
1929 entstand hier die Lapua-Bewegung, als die Bevölkerung der Kleinstadt gegen Sozialisten vorging, nachdem Ende November ein kommunistischer Jugendverband durch die Stadt marschiert war.

## Wirtschaft
In Lapua wurde 1927 die staatliche Munitionsfabrik gegründet, die seit 1998 als Nammo Lapua Oy zu dem skandinavischen Gemeinschaftsunternehmen Nammo gehört. Sport-, Jagd- und militärische Munition mit dem Markennamen Lapua trug und trägt weltweit zur Bekanntheit der finnischen Stadt bei. Nach einer schweren Explosion mit 40 Toten im Jahre 1976 wurde die Fabrik aus der Stadt verlagert. 1992 übernahm Lapua die ostdeutsche Munitionsfabrik SK Schönebeck. Lapua ist ein führender Hersteller von Biathlon-Sportmunition, die von den meisten Spitzenbiathleten benutzt wird.

## Sehenswürdigkeiten
Der 1827 von Heikki Kuorikoski, einem Mitarbeiter Carl Ludwig Engels, errichtete Dom beherbergt die größte Orgel Finnlands.

## Partnerstädte
Lapua unterhält Städtepartnerschaften mit den Orten Hohenlockstedt in Deutschland, Hagfors in Schweden, Lantana in den USA und Rakvere in Estland.

## Söhne und Töchter der Stadt
- Arvi Pikkusaari (1909–1989), Ringer
- Aleksanteri Keisala (1916–1983), Ringer
- Anneli Jäätteenmäki (* 1955), ehemalige Ministerpräsidentin Finnlands
- Jutta Urpilainen (* 1975), Politikerin (Sozialdemokratische Partei)
- Kristiina Mäki (* 1991), tschechische Leichtathletin finnischer Herkunft
- Sara Killinen (* 2001), Hammerwerferin